# Abu Hámid al-Garnáti
Abu Hámid Muhammad ibn Abd ar-Rahím al-Garnáti l-Andaluszi (arab betűkkel أبو حامد محمد بن عبد الرحيم الغرناطي الأندلسي – Abū Ḥāmid Muḥammad ibn ʿAbd ar-Raḥīm al-Ġarnāṭī l-Andalusī; 1080 – 1169 vagy 1170) az arab uralom alatt álló Granada városából származó utazó volt, aki bejárta az arab világot és Kelet-Európát, 1150 és 1153 között pedig Magyarországon élt. Úti beszámolója fontos történeti forrás.

## Élete
1100-ban (más források szerint 1080-ban) született Granadában. „Rendkívüli útjaira 1130-ban indult. Abharon, Ardabilon keresztül Derbentbe érkezett, majd Szakszinban, a Volga alsó folyásánál lévő városban telepedett le. Innen jutott el a volgai bolgárok földjére 1135-ben, s egy év múltán tért vissza. A volgai bolgároknál szerezte első értesüléseit a környező finnugor területekről. 1150-ben orosz területeken járt: a Volgán és az Okán hajózva Kijevbe jutott… Kijevből Magyarországra ment, ahol három évig tartózkodott. Ezután visszatért Szakszinba. Magyarországon fia és rabnője maradt, Szakszinban is több felesége, ágyasa s gyermeke várta, ő azonban nem tért vissza hozzájuk, hanem Horezm érintésével mekkai zarándoklatra indult. 1155-ben ismét Bagdadban bukkant fel. Onnan készült Magyarországra visszatérni, amint azt II. Géza királynak megígérte, de ezt a tervét nem sikerült megvalósítania.”

## Úti beszámolói
Két úti beszámolót írt. Az egyik egy inkább tényekre hagyatkozó klasszikus útleírás (Nyugat országai néhány csodájáról szóló világos beszámoló), a másik pedig a bejárt országokban gyűjtött lengendák gyűjteménye (A szívek ajándéka).

## Magyarországi tartózkodása
Az arab utazó, aki művében hol Básgirdnak, hol Unkúrijjának nevezi országunkat, leginkább az országban élő muszlimokról ír. Eleink a nálunk letelepült iszlámhívőket hol böszörményeknek, hol szaracénoknak, hol iszmaelitáknak mondták. A szerző megállapítja, hogy itteni muszlim hittestvérei hűséges alattvalói a „Básgird királyának”, csak azt nem veszik jó néven, ha a keresztények oldalán mohamedánok ellen kényszerülnek hadba vonulni. Abu Hámidunk a keresztényekkel el-elvitatkozik arról, milyen ártalmai vannak a borivásnak – ezt az ő hite tiltja –, magyar barátai viszont a borivás mellett kardoskodnak, ellenben vadul ostorozzák a többnejűséget, ami egy muszlim számára magától értetődő.
„Abu Hámid al-Garnáti arab utazó, aki 1150 körül járt Magyarországon, a következőket írja: „Országuk, melyet Unkúrijjának hívnak, 78 (vagy 70) városból áll, s mindegyikben számtalan erőd, a hozzá tartozó majorságokkal, falvakkal, hegyekkel, erdőkkel, kertekkel.”

## Magyarul megjelent művei
- Abu Hámid al-Garnáti utazása Kelet- és Közép-Európában, 1131–1153. (arab nyelvből ford. Iványi Tamás ; a jegyzeteket kieg. Czeglédy Károly ; az előszót a bev. tanulmányt, a tört. kommentárt és a jegyzeteket ford. Bakcsi György). Bp., Gondolat, 1985